# Tallamar (nàutica)
En un vaixell, s'anomena  tallamar  el tauler gruixut o peça o compost de peces que s'adapten fortament per la seva cara exterior o de proa i encara s'assegura més amb les corbes toves.
S'hi rematen les perxes i en el seu extrem superior s'hi posa el mascaró de proa. Pel tall airós que es dona al seu cant exterior, agraciada la proa i serveix per a esberlar o dividir l'aigua quan el vaixell navega. També es coneix amb el nom d'esperó, però entre els constructors això no és el tallamar mateix sinó el braç del curvatón que va en lloc del tallamar en les embarcacions menors que no porten aquesta peça.